# Solid aiR
Solid aiR was een Nederlandse luchtvaartmaatschappij die zich middels de verhuur van privéjets richtte op de zakelijke markt.
De maatschappij vervoerde tevens leden van de Nederlandse Koninklijke familie en van het kabinet.
Op 14 september 2011 maakte de Inspectie Verkeer en Waterstaat (IVW) bekend dat Solid aiR onder verscherpt toezicht werd gesteld nadat bij inspecties in de twee dagen daarvoor misstanden aan het licht waren gekomen. Op 28 september van dat jaar werd bekend dat naar aanleiding van de aangetroffen misstanden de Air operator's certificate van de maatschappij per direct voor drie maanden door de IVW was geschorst.
Op 7 oktober 2011 werd het bedrijf failliet verklaard samen met twee dochterondernemingen.